# Pleasure Goal: 5 on 5 Mini Soccer
Pleasure Goal: 5 on 5 Mini Soccer, noto come Futsal: 5 on 5 Mini Soccer in Giappone, è un videogioco arcade di calcio sviluppato da Saurus e pubblicato da SNK nel 1996.

## Modalità di gioco
Pleasure Goal: 5 on 5 Mini Soccer, pur essendo un simulatore di calcio a 5, segue alla lettera sia il gameplay di altri titoli di calcio dell'epoca che la maggior parte delle regole di tale sport. Può essere giocato singolarmente ("Saurus Cup") o contro un secondo giocatore ("Vs. Mode"). In ambedue le modalità, all'inizio della partita è obbligatorio scegliere una tra le sedici squadre che si preferisce, ciascuno con un diverso parametro espresso in velocità, abilità, offensiva e difesa; nella "Vs." si possono scegliere anche tra cinque stadi diversi, due dei quali sono un campo in legno e un campo da basket all'aperto. Una volta optata la squadra, il gioco chiede all'utente se il portiere venga controllato manualmente o mosso in automatico.
Lo scopo del gioco è di mandare la palla nella porta avversaria facendo gol. La squadra che in 20 minuti (60 secondi) avrà segnato più gol vincerà la partita. In caso di pareggio alla fine del tempo regolamentare, si ricorrerà al golden goal in un tempo supplementare, ovvero un tempo illimitato in cui il primo goal segnato vale la vittoria della propria squadra e la fine dell'incontro.

### Squadre selezionabili
- Giappone
- Stati Uniti
- Inghilterra
- Paesi Bassi

- Corea del Sud
- Svezia
- Arabia Saudita
- Brasile

- Francia
- Spagna
- Argentina
- Germania

- Russia
- Camerun
- Italia
- Messico

## Accoglienza
Sia la rivista francese Player One che la brasiliana Super Game Power hanno dato a Pleasure Goal: 5 on 5 Mini Soccer una prospettiva positiva. Chris Moyse di Destructoid ha notato che il ritmo e lo stile del titolo sono simili a quelli dei primi International Superstar Soccer sia su SNES che su Sega Genesis, mentre considerava la sua musica "techno" divertente.